# Her Grave Mistake
Her Grave Mistake er en amerikansk stumfilm fra 1914.

## Medvirkende
- Murdock MacQuarrie som Roger Grant.
- Agnes Vernon som Isabel Norris.
- Seymour Hastings.
- Lon Chaney som Nunez.